# Mark Morales

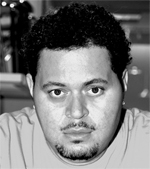
Prince Markie Dee

Mark Anthony Morales (* 19. Februar 1968 in Brooklyn, New York; † 18. Februar 2021 in Miami), auch bekannt unter seinem Künstlernamen Prince Markie Dee, war ein US-amerikanischer Rapmusiker und Musikproduzent.

## Leben
Morales war zwischen 1983 und 1990 Mitglied der Fat Boys, die 1987 mit dem Titel „Wipe Out“ Platz zwölf in den Billboard Pop Charts erreichten und im selben Jahr die Hauptrollen in der Filmkomödie Das Chaoten-Team übernahmen. Mit der Nachfolgesingle „The Twist“ gelang ein Nummer-eins-Hit in Deutschland. Er verließ die Band 1989, um als Solokünstler, Produzent und Komponist zu arbeiten. Seither produzierte er unter anderem für Destiny’s Child, Mary J. Blige, Lisa Stansfield und Mariah Carey, für die er auch als Remixer tätig war. Seine eigenen Alben, unter dem Namen Prince Markie Dee, verkauften sich, im Vergleich zu seiner Zeit als Mitglied der Fat Boys, nur mäßig.
Er war als Radiomoderator in Miami sowie als Geschäftsführer des Plattenlabels „King Music Group“ tätig.
Am 18. Februar 2021, einen Tag vor seinem 53. Geburtstag, starb Morales an Herzversagen.

## Filmografie (Auswahl)
Als Schauspieler
- 1985: Krush Groove
- 1986: Miami Vice (Fernsehserie, Folge Florence Italy)
- 1986: Nächte der Sieger (Knights of the City)
- 1987: Das Chaoten-Team (Disorderlies)
- 1988: T. and T. (Fernsehserie, Folge The Silver Angel)

## Diskografie

### LPs
- 1992: Free (Sony)
- 1995: Love Daddy (Motown)

### Singles
- 1992: Free (Sony)
- 1992: Trippin’ Out (Sony)
- 1993: Typical Reasons (Sony)
- 1995: Crunchtime (Motown)
- 1995: All My Love All the Time (Motown)